# Облога Кокенгаузена
Облога Кокенгаузена — подія московсько-шведської війни що відбулася 14 (24) серпня 1656 року. Московська армія на чолі з царем Олексієм Михайловичем взяла штурмом шведське місто Кокенгаузен, яке було перейменоване в Царевич — Дмитрієв.

## Наслідки
Взяттям сильно укріпленого міста, який, за описом Олексія Михайловича, був «крепок безмерно, ров глубокий, меньшой брат нашему кремлевскому рву, а крепостию сын Смоленську граду; ей, чрез меру крепок», Росія набувала стратегічну ініціативу. Під контроль московської армії перейшло практично всі течії протягом Західної Двіни, дорога на Ригу була відкрита.